# Венако (кантон)
Венако (фр. Venaco) — упразднённый в 2015 году кантон во Франции, находился в регионе Корсика, департамент Верхняя Корсика. Входил в состав округа Корте.
Всего в кантон Венако входило 7 коммун, из них главной коммуной являлась Венако. 22 марта 2015 года все 7 коммун вошли в состав кантона Корте.

## Коммуны кантона
| Коммуна                | Население, чел. (1999) | Почтовый индекс | Код INSEE |
| ---------------------- | ---------------------- | --------------- | --------- |
| Венако                 | 657                    | 20231           | 2B341     |
| Виварио                | 509                    | 20219           | 2B354     |
| Казанова               | 264                    | 20250           | 2B074     |
| Мураччоле              | 38                     | 20219           | 2B171     |
| Поджо-ди-Венако        | 136                    | 20250           | 2B238     |
| Ривентоза              | 188                    | 20250           | 2B260     |
| Санто-Пьетро-ди-Венако | 198                    | 20250           | 2B315     |

## Население
Население кантона на 2008 год составляло 2254 человека.
| 1962 | 1968 | 1975 | 1982 | 1990 | 1999 | 2006 | 2007 | 2008 |
| ---- | ---- | ---- | ---- | ---- | ---- | ---- | ---- | ---- |
| 1978 | 2155 | 2020 | 1991 | 1738 | 1990 | —    | —    | 2254 |